# Малявина, Валентина Александровна
Валенти́на Алекса́ндровна Маля́вина (18 июня 1941, Москва — 30 октября 2021, Москва) — советская и российская актриса театра и кино; заслуженная артистка Российской Федерации (1993).

## Биография
Валентина Малявина родилась в Москве 18 июня 1941 года.
После окончания школы поступила в школу-студию МХАТ, но была отчислена из-за съёмок в фильме «Иваново детство». В 1962 году её без экзаменов приняли в Щукинское училище, которое она окончила в 1966 году (курс А. И. Борисова).
В 1966—1979 служила в театре имени Вахтангова.
В 1979 году перешла в Театр-студию киноактёра, где работала до 1983 года.

### Уголовное дело и тюремный срок за убийство мужа
С 1983 по 1988 год отбывала тюремный срок по обвинению в умышленном убийстве сожителя.
В 1978 году фактический муж Малявиной 24-летний Станислав Жданько (1953—1978) был обнаружен с ножом в сердце. Малявина проходила как подозреваемая по делу об убийстве, но дело было закрыто — смерть Жданько была признана самоубийством. Через пять лет, в 1983 году, по ходатайству родственников погибшего дело было пересмотрено (инициатором выступил друг Жданько, актёр Нового драматического театра Николай Викторович Попков (Глинский), и экспертиза установила, что смерть актёра никак не могла быть самоубийством. Валентина Малявина была признана виновной в умышленном убийстве и приговорена к девяти годам лишения свободы. Виновной себя на суде она не признала, в интервью, данных уже после освобождения, продолжала настаивать на своей невиновности.
В 1988 году Малявина была освобождена по амнистии Указом Президиума Верховного Совета СССР от 18 июня 1987 года в связи с 70-летием Советской власти.

### Возвращение в театр и кино
Освободившись из мест заключения, Малявина вернулась к работе в театре и кино.
С 1988 года служила в Московском театре «Артист». В 1993 году актрисе было присвоено почётное звание «Заслуженная артистка России».

### Потеря зрения
В 2001 году актриса упала, ударилась головой об пол и в результате травмы потеряла зрение.
После потери зрения проживала в Московском доме-пансионате ветеранов науки РАН.

### Смерть
Скончалась 30 октября 2021 года на 81-м году жизни, в Москве. О смерти было сообщено 10 ноября. Тело было кремировано, а урна с прахом захоронена в колумбарии Троекуровского кладбища.

## Личная жизнь
Первый муж (1959—1963) — Александр Збруев (род. 1938), актёр.
Второй муж (1963—1969) — Павел Арсенов (1936—1999), режиссёр.
Третий муж (неофициальный брак) — Станислав Жданько (1953—1978), актёр; был убит ударом ножа в сердце.
Четвёртый муж — Максим Краснов, кузнец и мастер по металлу.
Пятый муж — Владимир Красницкий, иконописец, резчик по дереву. Был убит на улице в потасовке.

## Творчество

### Роли в театре
- «104 страницы про любовь» Э. С. Радзинского — Наташа[3]
- «До свидания, мальчики» Б. И. Балтера — Инка
- «В день свадьбы!» В. С. Розов — Клава
- «Игра в каникулы» Михаила Себастьяна — Корина
- «Миллионерша» Б. Шоу — Патриция Смит

### Фильмография
— главная роль

| Год       |     | Название                             | Роль                                                  |
| --------- | --- | ------------------------------------ | ----------------------------------------------------- |
| 1960      | ф   | Первое свидание                      | Надя Казакова, сестра Мити                            |
| 1962      | ф   | Иваново детство                      | лейтенант Маша, фельдшер                              |
| 1963      | ф   | Сотрудник ЧК                         | чекистка Маруся Королёва                              |
| 1963      | ф   | Улица Ньютона, дом 1                 | девушка на вечеринке (нет в титрах)                   |
| 1963      | ф   | Утренние поезда                      | Ася Богданова                                         |
| 1963      | кор | Подсолнух                            | Уля                                                   |
| 1965      | кор | Лёлька                               | Мария                                                 |
| 1966      | тсп | Инженер Бобров                       | эпизод                                                |
| 1966      | ф   | Туннель                              | сержант Наташа, радистка                              |
| 1967      | тсп | Курьер Кремля                        | эпизод                                                |
| 1967      | ф   | Там, где длинная зима                | Вера                                                  |
| 1968      | тсп | В тихой станице                      | Люда                                                  |
| 1968      | тсп | Портрет Дориана Грея                 | Сибила Вэйн                                           |
| 1968      | ф   | Урок литературы                      | Нина Вронская, студентка консерватории, невеста Кости |
| 1969      | ф   | Король-олень                         | Анджела, дочь Панталоне                               |
| 1969      | тф  | Ночной звонок                        | Владя                                                 |
| 1970      | тсп | Испытание                            | Ица                                                   |
| 1970      | ф   | Красная площадь                      | Кутасова Наталья Владимировна, жена подпоручика       |
| 1971      | тсп | На всякого мудреца довольно простоты | Машенька                                              |
| 1971      | тсп | Тысяча душ                           | Настенька Годнева                                     |
| 1971      | ф   | Цена быстрых секунд                  | Инна Ромашова                                         |
| 1973      | ф   | Это сильнее меня                     | Таня Сереброва, инструктор по технике безопасности    |
| 1974      | ф   | Высокое звание: Ради жизни на земле  | Альбина                                               |
| 1974      | ф   | Долгота дня                          | Санда                                                 |
| 1975      | ф   | Мой дом — театр                      | Любовь Павловна Косицкая                              |
| 1975      | мтф | Обретёшь в бою                       | Дина Лагутина, журналистка                            |
| 1976      | ф   | День семейного торжества             | Ирина Петровна Савичева, учительница                  |
| 1977      | ф   | Когда рядом мужчина                  | Дина Варга                                            |
| 1977      | тсп | Мещанин во дворянстве                | Люсиль                                                |
| 1977      | тф  | Нос                                  | эпизод                                                |
| 1977      | тсп | Ситуация                             | Лидия                                                 |
| 1978      | тсп | Лето в Ноане                         | Соланж, дочь Жорж Санд                                |
| 1988      | ф   | Муж и дочь Тамары Александровны      | Тамара Александровна                                  |
| 1989      | мтф | Женщины, которым повезло             | Ольга Игнатьевна                                      |
| 1989      | ф   | Отче наш                             | фармацевт в аптеке                                    |
| 1991      | ф   | Женщина для всех                     | Шура                                                  |
| 1993      | ф   | Осенние соблазны                     | Жанна                                                 |
| 1999—2000 | с   | Редакция                             | эпизод                                                |

### Озвучивание
| Год  |    | Название             | Роль                                |
| ---- | -- | -------------------- | ----------------------------------- |
| 1970 | ф  | Песни моря           | Сильвия (роль актрисы Рэки Надь)    |
| 1993 | мф | Деревенский водевиль | курица Пеструшка / свинья Лауренсия |

## Награды
- Заслуженная артистка Российской Федерации (1993)

## Память
Творчеству и памяти актрисы посвящены телепередачи и документальные фильмы:
- «„Женские истории Татьяны Пушкиной“. Валентина Малявина» («ОРТ», 2000);
- «Валентина Малявина. „Роман со смертью“» («Первый канал», 2006);
- «„Невероятные истории любви“. Валентина Малявина» («СТБ», 2010);
- «Валентина Малявина. „Роль без права переписки“» («Первый канал», 2016)[12][13];
- «„Прощание“. Валентина Малявина» («ТВ Центр», 2022).